# Juan Paz y Miño
Juan J. Paz y Miño Cepada ist ein ecuadorianischer Historiker, Publizist und Intellektueller.
Er studierte an der Pontificia Universidad Católica del Ecuador (PUCE) in Quito Politikwissenschaft und promovierte dort anschließend in Geschichte. Zurzeit arbeitet er an der PUCE als Professor für Wirtschaftsgeschichte Ecuadors und Lateinamerikas. Dort leitet er das Forschungsinstitut Taller de Historia Económica. Juan Paz y Miño ist Vizepräsident und wissenschaftlicher Direktor in Ecuador der Vereinigung lateinamerikanischer und karibischer Historiker (Asociación de Historiadores Latinoamericanos y del Caribe, ADHILAC) und Mitglied der Ecuadorianischen Nationalakademie für Geschichte (Academia Nacional de Historia del Ecuador). Er schreibt regelmäßig Artikel in den ecuadorianischen Tageszeitungen Diario HOY, El Comercio und der Zeitschrift Gestión.
Seine Spezialgebiete sind der ecuadorianische Liberalismus, insbesondere die liberale Revolution Eloy Alfaros, soziale Bewegungen, die Entwicklung der Auslandsschulden Ecuadors, Parteien und Gewerkschaften in Ecuador.

## Einige Publikationen
- Cuando el oro era patrón. Artículos sobre historia monetaria y bancaria del Ecuador, Quito, PUCE, THE, 2000.
- Revolución Juliana. Nación, Ejército y bancocracia, Quito, PUCE, THE, ADHILAC, Editorial Abya-Yala, 2002 (dritte Auflage).
- Deuda Histórica e Historia Inmediata en América Latina, PUCE, THE, ADHILAC, Editorial Abya-Yala, Quito, 2004.
- Removiendo el Presente. Latinoamericanismo e Historia en Ecuador, PUCE, THE, ADHILAC, Quito, Editorial Abya Yala, 2007.